# Sergio Guzmán
Sergio Guzmán, född 20 juni 1924, död 21 oktober 2016, var en friidrottare från Chile. Han deltog vid olympiska sommarspelen 1948.